# Campionati europei di ciclismo su pista 2025
I Campionati europei di ciclismo su pista 2025 si sono svolti a Heusden-Zolder, in Belgio, dal 12 al 16 febbraio 2025.

## Programma

### Legenda
|   | Competizioni |
| F | Finale       |
| P | Pomeriggio   |
| S | Sera         |

| Data →                   | 12 | 12    | 13 | 13 | 14 | 14 | 15     | 15     | 16           | 16 |
| Evento ↓                 | P  | S     | P  | S  | P  | S  | P      | S      | P            | P  |
| ------------------------ | -- | ----- | -- | -- | -- | -- | ------ | ------ | ------------ | -- |
| Velocità a squadre       | Q  | R1, F |    |    |    |    |        |        |              |    |
| Inseguimento a squadre   | Q  |       | R1 | F  |    |    |        |        |              |    |
| Keirin                   |    |       |    |    |    |    |        |        | R1, R, R2, F |    |
| Omnium                   |    |       |    |    |    |    | SR, TR | ER, PR |              |    |
| Americana                |    |       |    |    |    |    |        |        | F            |    |
| Chilometro               |    |       | Q  | F  |    |    |        |        |              |    |
| Inseguimento individuale |    |       |    |    | Q  | F  |        |        |              |    |
| Corsa a punti            |    |       | Q  | F  |    |    |        |        |              |    |
| Scratch                  |    |       |    |    | Q  | F  |        |        |              |    |
| Eliminazione             |    | F     |    |    |    |    |        |        |              |    |

| Data →                   | 12 | 12    | 13 | 13 | 14     | 14     | 15 | 15 | 16           | 16 |
| Evento ↓                 | P  | S     | P  | S  | P      | S      | P  | S  | P            | P  |
| ------------------------ | -- | ----- | -- | -- | ------ | ------ | -- | -- | ------------ | -- |
| Velocità a squadre       | Q  | R1, F |    |    |        |        |    |    |              |    |
| Inseguimento a squadre   | Q  |       | R1 | F  |        |        |    |    |              |    |
| Keirin                   |    |       |    |    |        |        |    |    | R1, R, R2, F |    |
| Omnium                   |    |       |    |    | SR, TR | ER, PR |    |    |              |    |
| Americana                |    |       |    |    |        |        |    |    | F            |    |
| Chilometro               |    |       |    |    |        |        | Q  | F  |              |    |
| Inseguimento individuale |    |       |    |    |        |        | Q  | F  |              |    |
| Corsa dei punti          |    |       |    |    |        |        | Q  | F  |              |    |
| Scratch                  |    | F     |    |    |        |        |    |    |              |    |
| Eliminazione             |    |       |    | F  |        |        |    |    |              |    |

## Sommario degli eventi
| Eventi                            | Oro                                                                        | Prestazione          | Argento                                                                            | Prestazione         | Bronzo                                                                         | Prestazione       |
| Uomini                            |                                                                            |                      |                                                                                    |                     |                                                                                |                   |
| Chilometro a cronometro dettagli  | Matteo Bianchi                                                             | 59.965               | Maximilian Dörnbach                                                                | 1:00.390            | David Peterka                                                                  | 1:01.018          |
| Keirin dettagli                   | Harrie Lavreysen                                                           | Harrie Lavreysen     | Maximilian Dörnbach                                                                | Maximilian Dörnbach | Tom Derache                                                                    | Tom Derache       |
| Velocità dettagli                 | Harrie Lavreysen                                                           | Harrie Lavreysen     | Michail Jakovlev                                                                   | Michail Jakovlev    | Rayan Helal                                                                    | Rayan Helal       |
| Velocità a squadre dettagli       | Francia Timmy Gillion Rayan Helal Sébastien Vigier                         | 42.609G              | Paesi Bassi Harrie Lavreysen Loris Leneman Tijmen van Loon                         | 43.253G             | Regno Unito Harry Ledingham-Horn Hayden Norris Charles Radford                 | 43.152B           |
| Inseguimento individuale dettagli | Josh Charlton                                                              | 4:02.882G            | Ivo Oliveira                                                                       | 4:03.631G           | Michael Gill                                                                   | 4:09.859B         |
| Inseguimento a squadre dettagli   | Danimarca Tobias Hansen Niklas Larsen Lasse Norman Leth Robin Juel Skivild | 3:51.113G            | Gran Bretagna Rhys Britton Josh Charlton Michael Gill Alfred Hobbs William Tidball | 3:51.832G           | Svizzera Noah Bögli Mats Poot Pascal Tappeiner Alex Vogel                      | 3:53.467B         |
| Corsa a punti dettagli            | Iúri Leitão                                                                | 157 p.               | Yanne Dorenbos                                                                     | 114 p.              | Jasper De Buyst                                                                | 106 p.            |
| Americana dettagli                | Paesi Bassi Yanne Dorenbos Vincent Hoppezak                                | 119 p.               | Germania Roger Kluge Tim Torn Teutenberg                                           | 105 p.              | Portogallo Rui Oliveira Ivo Oliveira                                           | 96 p.             |
| Scratch dettagli                  | Iúri Leitão                                                                | Iúri Leitão          | Vincent Hoppezak                                                                   | Vincent Hoppezak    | William Tidball                                                                | William Tidball   |
| Omnium dettagli                   | Tim Torn Teutenberg                                                        | 167 p.               | Niklas Larsen                                                                      | 165 p.              | Philip Heijnen                                                                 | 147 p.            |
| Corsa a eliminazione dettagli     | Tim Torn Teutenberg                                                        | Tim Torn Teutenberg  | Rui Oliveira                                                                       | Rui Oliveira        | Jules Hesters                                                                  | Jules Hesters     |
| Donne                             |                                                                            |                      |                                                                                    |                     |                                                                                |                   |
| Chilometro a cronometro dettagli  | Hetty van de Wouw                                                          | 1:04.497             | Martina Fidanza                                                                    | 1:05.969            | Clara Schneider                                                                | 1:06.745          |
| Keirin dettagli                   | Steffie van der Peet                                                       | Steffie van der Peet | Rhian Edmunds                                                                      | Rhian Edmunds       | Hetty van de Wouw                                                              | Hetty van de Wouw |
| Velocità dettagli                 | Jana Burlakova                                                             | Jana Burlakova       | Rhian Edmunds                                                                      | Rhian Edmunds       | Alina Lysenko                                                                  | Alina Lysenko     |
| Velocità a squadre dettagli       | Paesi Bassi Kimberly Kalee Hetty van de Wouw Steffie van der Peet          | 46.322G              | Regno Unito Lauren Bell Rhian Edmunds Rhianna Parris-Smith                         | 46.929G             | Germania Lea Friedrich Pauline Grabosch Clara Schneider                        | 47.333B           |
| Inseguimento individuale dettagli | Anna Morris                                                                | 4:25.874G            | Vittoria Guazzini                                                                  | 4:34.098G           | Mieke Kröger                                                                   | 4:33.451B         |
| Inseguimento a squadre dettagli   | Italia Martina Alzini Chiara Consonni Martina Fidanza Vittoria Guazzini    | 4:14.213G            | Germania Franziska Brauße Lisa Klein Mieke Kröger Laura Süßemilch                  | 4:14.939G           | Gran Bretagna Sophie Leech Tegan Lewis Elizabeth Lister Anna Morris Neah Evans | 4:18.147B         |
| Corsa a punti dettagli            | Anita Stenberg                                                             | 56 p.                | Marion Borras                                                                      | 54 p.               | Maike van der Duin                                                             | 53 p.             |
| Americana dettagli                | Paesi Bassi Lisa van Belle Maike van der Duin                              | 62 p.                | Italia Chiara Consonni Vittoria Guazzini                                           | 53 p.               | Francia Victoire Berteau Marion Borras                                         | 42 p.             |
| Scratch dettagli                  | Martina Fidanza                                                            | Martina Fidanza      | Lorena Wiebes                                                                      | Lorena Wiebes       | Maria Martins                                                                  | Maria Martins     |
| Omnium dettagli                   | Lorena Wiebes                                                              | 114 p.               | Maddie Leech                                                                       | 114 p.              | Amalie Dideriksen                                                              | 103 p.            |
| Corsa a eliminazione dettagli     | Lara Gillespie                                                             | Lara Gillespie       | Hélène Hesters                                                                     | Hélène Hesters      | Lisa van Belle                                                                 | Lisa van Belle    |

## Medagliere
| Posiz. | Nazione                     | Oro | Argento | Bronzo | Totale |
| ------ | --------------------------- | --- | ------- | ------ | ------ |
| 1      | Paesi Bassi                 | 8   | 4       | 4      | 16     |
| 2      | Italia                      | 3   | 3       | 0      | 6      |
| 3      | Regno Unito                 | 2   | 5       | 4      | 11     |
| 4      | Germania                    | 2   | 4       | 3      | 9      |
| 5      | Portogallo                  | 2   | 2       | 2      | 6      |
| 6      | Francia                     | 1   | 1       | 3      | 5      |
| 7      | Danimarca                   | 1   | 1       | 1      | 3      |
| –      | Atleti Neutrali Autorizzati | 1   | 0       | 1      | 2      |
| 8      | Irlanda                     | 1   | 0       | 0      | 1      |
| 8      | Norvegia                    | 1   | 0       | 0      | 1      |
| 10     | Belgio                      | 0   | 1       | 2      | 3      |
| 11     | Israele                     | 0   | 1       | 0      | 1      |
| 12     | Rep. Ceca                   | 0   | 0       | 1      | 1      |
| 12     | Svizzera                    | 0   | 0       | 1      | 1      |
| Totale | Totale                      | 22  | 22      | 22     | 66     |